# Elecciones legislativas de Argentina de 1938
Las elecciones legislativas de Argentina de 1938 tuvieron lugar el domingo 6 de marzo del mencionado año con el objetivo de renovar 79 de los 158 escaños de la Cámara de Diputados, cámara baja del Congreso de la Nación Argentina, que ejercerían funciones por el período 1938-1942 y 2 bancas por el período 1938-1940. Se realizaron en el marco del período conocido como Década Infame (1930-1943), ciclo histórico durante el cual el régimen conservador imperante se mantenía en el poder por medio del fraude electoral. Capital Federal tuvo elecciones desfasadas el 27 de marzo.
Fueron los primeros comicios que tuvieron lugar durante la presidencia de Roberto Marcelino Ortiz, que había asumido el 20 de febrero del mismo año, poco más de dos semanas antes de las elecciones, después de haber sido elegido fraudulentamente en 1937 ante el expresidente Marcelo Torcuato de Alvear, de la opositora Unión Cívica Radical. Al igual que casi todas las elecciones de la época, se reportaron numerosas irregularidades, fundamentalmente en las provincias de Buenos Aires (depositaria de más de un tercio del electorado), San Juan, Mendoza y Santiago del Estero. El radicalismo se abstuvo en varias provincias ante la evidente falta de garantías, sobre todo en el extremo norte del país. Beneficiada por el fraude, la alianza oficialista Concordancia obtuvo la victoria, reuniendo alrededor del 60% de los votos positivamente emitidos en todo el país.

## Reglas electorales

### Sistema electoral
Los comicios se realizaron bajo el texto constitucional sancionado en 1853. Dicha carta magna establecía que la Cámara de Diputados de la Nación Argentina debía estar compuesta por representantes de cada uno de los distritos argentinos considerados "provincias", y la ciudad de Buenos Aires, en calidad de Capital Federal de la República. Por tal motivo, los territorios nacionales no gozaban de representación parlamentaria. Del mismo modo, los diputados se elegirían por mitades de manera escalonada cada dos años, con mandatos de cuatro años para cada diputado.
En ese momento existían catorce provincias, lo que junto a la Capital Federal daba un total de quince distritos electorales. El sistema electoral empleado era el de mayoría y minoría o lista incompleta, bajo el cual los dos partidos más votados obtenían toda la representación. También el sistema adoptó el Panachage el cual dio a los electores la posibilidad de tachar o adicionar candidatos en las listas. En algunas provincias, con tan solo dos diputados de representación, el escrutinio era en la práctica mayoritario, con las dos bancas correspondiendo al partido más votado. Estos distritos, así como los que contaban con solo tres escaños (dos por mayoría y uno por minoría) no renovaban de manera escalonada.

### Renovación legislativa
| Provincia           | Bancas totales | Bancas a elegir | Bancas a elegir | Bancas a elegir |
| Provincia           | Bancas totales | Totales         | Mayoría         | Minoría         |
| ------------------- | -------------- | --------------- | --------------- | --------------- |
| Buenos Aires        | 42             | 21              | 14              | 7               |
| Capital Federal     | 32             | 16              | 11              | 5               |
| Catamarca           | 2              | 2               | 2               | —               |
| Córdoba             | 15             | 6               | 4               | 2               |
| Corrientes          | 7              | 3               | 2               | 1               |
| Entre Ríos          | 9              | 3               | 2               | 1               |
| Jujuy               | 2              | 2               | 2               | —               |
| La Rioja            | 2              | 2               | 2               | —               |
| Mendoza             | 6              | 5               | 4               | 1               |
| Salta               | 3              | 3               | 2               | 1               |
| San Juan            | 3              | 3               | 2               | 1               |
| San Luis            | 3              | —               | —               | —               |
| Santa Fe            | 19             | 9               | 6               | 3               |
| Santiago del Estero | 6              | 3               | 2               | 1               |
| Tucumán             | 7              | 3               | 2               | 1               |
| Total               | 158            | 81              | 57              | 24              |

## Resultados
| Partido/Alianza                    | Partido/Alianza                                       | Partido/Alianza                                       | Votos     | %     | Bancas      | Bancas      | Bancas      | Bancas      |
| Partido/Alianza                    | Partido/Alianza                                       | Partido/Alianza                                       | Votos     | %     | Obtenidas   | +/-         | Totales     | +/-         |
| ---------------------------------- | ----------------------------------------------------- | ----------------------------------------------------- | --------- | ----- | ----------- | ----------- | ----------- | ----------- |
|                                    |                                                       | Partido Demócrata Nacional (PDN)                      | 592.213   | 33,98 | 26/81       | 5           | 57/158      | 1           |
|                                    | Unión Cívica Radical de Santa Fe (UCR-SF)             | 157.590                                               | 9,04      | 6/81  | 3           | 9/158       | 3           |             |
|                                    | Concordancia                                          | 154.854                                               | 8,88      | 10/81 | Sin cambios | —           | 2           |             |
|                                    | Partido Radical Unificado (PRU)                       | 36.468                                                | 2,09      | 2/81  | 2           | 2/158       | 2           |             |
|                                    | Unión Cívica Radical Antipersonalista (UCR-A)         | 25.519                                                | 1,46      | 1/81  | 7           | 9/158       | 5           |             |
|                                    | Partido Demócrata Nacional Reorganizado (PDN)         | 22.936                                                | 1,32      | 2/81  | Sin cambios | —           | Sin cambios |             |
|                                    | Unión Cívica Radical Unificada (UCR-U)                | 22.751                                                | 1,31      | 1/81  | 1           | 3/158       | 1           |             |
|                                    | Partido Liberal de Corrientes (PLCo)                  | 16.064                                                | 0,92      | —     | 1           | 1/158       | 1           |             |
|                                    | Partido Popular de Jujuy                              | 11.699                                                | 0,67      | 2/81  | 1           | 2/158       | Sin cambios |             |
|                                    | Unión Cívica Radical de Salta                         | 9.328                                                 | 0,54      | 1/81  | Sin cambios | —           | Sin cambios |             |
|                                    | Unión Cívica Radical - Junta Reorganizadora Nacional  | 8.761                                                 | 0,50      | —     | Sin cambios | —           | Sin cambios |             |
|                                    | Unión Cívica Radical Provincia de Buenos Aires        | 6.137                                                 | 0,35      | —     | Sin cambios | —           | Sin cambios |             |
|                                    | Unión Cívica Radical de San Juan                      | 4.522                                                 | 0,26      | 1/81  | Sin cambios | —           | Sin cambios |             |
|                                    | Unión Cívica Radical Independiente                    | 1.878                                                 | 0,11      | 1/81  | Sin cambios | —           | Sin cambios |             |
|                                    | Unión Cívica Radical Bloquista (UCR-B)                | 966                                                   | 0,06      | —     | Sin cambios | —           | 1           |             |
|                                    | Unión Cívica Radical Impersonalista                   | 21                                                    | 0,00      | —     | Sin cambios | —           | Sin cambios |             |
| Total Concordancia                 | Total Concordancia                                    | Total Concordancia                                    | 1.071.707 | 61,49 | 52/81       | 16          | 83/158      | 4           |
|                                    | Unión Cívica Radical (UCR)                            | Unión Cívica Radical (UCR)                            | 450.793   | 25,86 | 27/81       | 12          | 65/158      | 23          |
|                                    | Partido Socialista (PS)                               | Partido Socialista (PS)                               | 98.878    | 5,67  | —           | 5           | 5/158       | 20          |
|                                    | Unión Cívica Radical Concurrencista (UCR-C)           | Unión Cívica Radical Concurrencista (UCR-C)           | 42.312    | 2,43  | 2/81        | 1           | 5/158       | Sin cambios |
|                                    | Partido Socialista Obrero (PSO)                       | Partido Socialista Obrero (PSO)                       | 26.512    | 1,52  | —           | Sin cambios | —           | Sin cambios |
|                                    | Concentración Obrera (CO)                             | Concentración Obrera (CO)                             | 14.070    | 0,81  | —           | Sin cambios | —           | Sin cambios |
|                                    | Agrupación Defensores de los Servidores del Estado    | Agrupación Defensores de los Servidores del Estado    | 8.576     | 0,49  | —           | Sin cambios | —           | Sin cambios |
|                                    | Centro Independiente General San Martín               | Centro Independiente General San Martín               | 8.069     | 0,46  | —           | Sin cambios | —           | Sin cambios |
|                                    | Unión Cívica Radical - Bloque Opositor                | Unión Cívica Radical - Bloque Opositor                | 6.814     | 0,39  | —           | Sin cambios | —           | Sin cambios |
|                                    | Partido Radical                                       | Partido Radical                                       | 4.144     | 0,24  | —           | Sin cambios | —           | Sin cambios |
|                                    | Partido Nacional Laborista                            | Partido Nacional Laborista                            | 3.357     | 0,19  | —           | Sin cambios | —           | Sin cambios |
|                                    | Unión Cívica Radical Federalista (UCR-F)              | Unión Cívica Radical Federalista (UCR-F)              | 2.636     | 0,15  | —           | Sin cambios | —           | 1           |
|                                    | Partido Demócrata Renovador                           | Partido Demócrata Renovador                           | 1.905     | 0,11  | —           | Sin cambios | —           | Sin cambios |
|                                    | Partido Demócrata Nacional de San Juan (Graffignista) | Partido Demócrata Nacional de San Juan (Graffignista) | 1.574     | 0,09  | —           | Sin cambios | —           | Sin cambios |
|                                    | Otros                                                 | Otros                                                 | 1.592     | 0,09  | —           | Sin cambios | —           | Sin cambios |
|                                    |                                                       |                                                       |           |       |             |             |             |             |
| Votos positivos                    | Votos positivos                                       | Votos positivos                                       | 1.742.939 | 94,42 |             |             |             |             |
| Votos en blanco y anulados         | Votos en blanco y anulados                            | Votos en blanco y anulados                            | 69.570    | 3,77  |             |             |             |             |
| Diferencia de votos                | Diferencia de votos                                   | Diferencia de votos                                   | 33.528    | 1,82  |             |             |             |             |
| Total de votos                     | Total de votos                                        | Total de votos                                        | 1.846.037 | 100   |             |             |             |             |
| Votantes registrados/participación | Votantes registrados/participación                    | Votantes registrados/participación                    | 2.705.347 | 68,24 |             |             |             |             |

## Resultados por distrito
|  | 82,42 % |

|  | 14,38 % |

|  | 1,77 % |

|  | 1,43 % |

|  | 0,01 % |

|  | 97,54 % |

|  | 2,46 % |

|  | 100 % |

|  | 56,41 % |

|  | 36,85 % |

|  | 25,90 % |

|  | 19,95 % |

|  | 7,40 % |

|  | 3,93 % |

|  | 2,39 % |

|  | 1,90 % |

|  | 1,16 % |

|  | 0,53 % |

|  | 93,63 % |

|  | 6,37 % |

|  | 100 % |

|  | 77,87 % |

|  | 99,98 % |

|  | 0,01 % |

|  | 0,01 % |

|  | 0,01 % |

|  | 79,62 % |

|  | 20,22 % |

|  | 0,16 % |

|  | 100 % |

|  | 71,93 % |

|  | 56,05 % |

|  | 36,42 % |

|  | 4,99 % |

|  | 2,54 % |

|  | 93,30 % |

|  | 4,84 % |

|  | 0,01 % |

|  | 1,86 % |

|  | 100 % |

|  | 56,81 % |

|  | 48,46 % |

|  | 31,56 % |

|  | 19,87 % |

|  | 0,11 % |

|  | 90,68 % |

|  | 2,81 % |

|  | 0,06 % |

|  | 6,45 % |

|  | 100 % |

|  | 77,52 % |

|  | 52,15 % |

|  | 42,98 % |

|  | 2,64 % |

|  | 1,73 % |

|  | 0,50 % |

|  | 94,77 % |

|  | 5,23 % |

|  | 0,00 % |

|  | 100 % |

|  | 78,61 % |

|  | 74,04 % |

|  | 25,96 % |

|  | 94,01 % |

|  | 1,26 % |

|  | 0,37 % |

|  | 4,36 % |

|  | 100 % |

|  | 75,25 % |

|  | 99,83 % |

|  | 0,17 % |

|  | 83,70 % |

|  | 15,22 % |

|  | 0,29 % |

|  | 0,79 % |

|  | 100 % |

|  | 64,29 % |

|  | 67,19 % |

|  | 20,12 % |

|  | 7,23 % |

|  | 4,09 % |

|  | 1,36 % |

|  | 97,77 % |

|  | 2,22 % |

|  | 0,00 % |

|  | 100 % |

|  | 70,95 % |

|  | 65,45 % |

|  | 23,86 % |

|  | 5,43 % |

|  | 4,80 % |

|  | 0,46 % |

|  | 97,37 % |

|  | 2,39 % |

|  | 0,24 % |

|  | 100 % |

|  | 74,56 % |

|  | 73,55 % |

|  | 14,50 % |

|  | 5,05 % |

|  | 3,10 % |

|  | 2,40 % |

|  | 1,41 % |

|  | 97,95 % |

|  | 2,05 % |

|  | 100 % |

|  | 69,67 % |

|  | 65,10 % |

|  | 31,09 % |

|  | 3,46 % |

|  | 0,34 % |

|  | 92,55 % |

|  | 7,45 % |

|  | 100 % |

|  | 76,61 % |

|  | 49,96 % |

|  | 31,17 % |

|  | 13,38 % |

|  | 5,49 % |

|  | 96,84 % |

|  | 3,16 % |

|  | 100 % |

|  | 71,53 % |

|  | 47,26 % |

|  | 36,97 % |

|  | 12,13 % |

|  | 3,64 % |

|  | 91,62 % |

|  | 8,11 % |

|  | 0,26 % |

|  | 100 % |

|  | 77,20 % |

1. ↑  Falleció el 30 de enero de 1941, no fue reemplazado.
2. ↑  Renunció el 2 de febrero de 1942, no fue reemplazado.
3. ↑  Falleció el 16 de julio de 1938. Lo reemplaza José A. Cabral (UCR) en 1940.
4. ↑  Falleció el 17 de enero de 1940. Lo reemplaza Jorge Walter Perkins (UCR) en 1940.
5. ↑  Falleció el 19 de diciembre de 1941, no fue reemplazado.
6. 1 2 3 4 5 6 7  Renunció antes de asumir.
7. ↑  Falleció el 23 de abril de 1941, no fue reemplazado.
8. ↑  Electo para completar el mandato de Adolfo Vicchi (1936-1940).
9. ↑  Electo para completar el mandato de Rodolfo Corominas Segura (1936-1940).
10. ↑  Renunció el 18 de febrero de 1941, no fue reemplazado.
11. ↑  Falleció el 4 de febrero de 1941, no fue reemplazado.
12. ↑  Falleció el 29 de noviembre de 1939. Lo reemplaza Martín Oliber (UCR) en 1940.
13. ↑  Renunció el 19 de diciembre de 1938. Lo reemplaza Solano Peña (UCR-U) en una elección especial el 5 de marzo de 1939.

## Elección parcial
Elección especial en la provincia de Tucumán para completar el mandato de Miguel Critto (1938-1942). Se realizan el 5 de marzo de 1939.
|  | 88,10 % |

|  | 6,46 % |

|  | 5,44 % |

|  | 59,27 % |

|  | 30,20 % |

|  | 0,57 % |

|  | 9,96 % |

|  | 100 % |

|  | 75,56 % |